# Setién
Setién es una localidad del municipio de Marina de Cudeyo (Cantabria, España). En el año 2019 contaba con una población de 215 habitantes (INE). La localidad se encuentra a 51 metros de altitud sobre el nivel del mar, y a 1,8 kilómetros de la capital municipal, Rubayo.
Los barrios que componen la localidad son: Bresaguas, Casuso, Regollar, Cubiles, Cubollo, Tasugueros, La Corcada, La Redonda, Las Escuelas, Peñiro y Vayas.

## Patrimonio
- Iglesia parroquial de San Vicente
- Ermita de la Magdalena (desaparecida)
- Casa Puente

- Datos: Q6126312